# Liptovská Štiavnica
Liptovská Štiavnica es un municipio del distrito de Ružomberok en la región de Žilina, Eslovaquia, con una población estimada a final del año 2024 de 1439 habitantes.
Se encuentra ubicado al sur de la región, cerca del curso alto del río Váh (cuenca hidrográfica del Danubio) y de la frontera con la región de Banská Bystrica.

## Demografía
| Año        | 1994 | 2004     | 2014     | 2024     |
| ---------- | ---- | -------- | -------- | -------- |
| Población  | 795  | 901      | 1122     | 1439     |
| Diferencia |      | +13,33 % | +24,52 % | +28,25 % |

| Año        | 2023 | 2024    |
| ---------- | ---- | ------- |
| Población  | 1414 | 1439    |
| Diferencia |      | +1,76 % |